# Триндади-ду-Сул
Триндади-ду-Сул (порт. Trindade do Sul)  —  муниципалитет в Бразилии, входит в штат Риу-Гранди-ду-Сул. Составная часть мезорегиона Северо-запад штата Риу-Гранди-ду-Сул. Входит в экономико-статистический  микрорегион Фредерику-Вестфален. Население составляет 5179 человек на 2006 год. Занимает площадь 268,417 км². Плотность населения — 19,3 чел./км².

## История
Город основан 15 декабря 1987 года. 

## Статистика
- Валовой внутренний продукт на 2003 составляет 50.161.311,00 реалов (данные: Бразильский институт географии и статистики).
- Валовой внутренний продукт на душу населения на 2003 составляет 9.087,19 реалов (данные: Бразильский институт географии и статистики).
- Индекс развития человеческого потенциала на 2000 составляет 0,744 (данные: Программа развития ООН).